# Esfenocorona aumentada
Em geometria, a esfenocorona aumentada é um dos sólidos de Johnson (J87). É obtida ao adicionar uma pirâmide quadrada a uma das faces quadradas da esfenocorona. É o único sólido de Johnson surgido de manipulações de "corte e cola" onde os componentes não são todos prismas, antiprismas ou seções de sólidos platônicos ou arquimedianos.